# (N-acetilneuraminil)-galattosilglucosilceramide N-acetilgalattosaminiltransferasi
La (N-acetilneuraminil)-galattosilglucosilceramide N-acetilgalattosaminiltransferasi è un enzima appartenente alla classe delle transferasi, che catalizza la seguente reazione:
UDP-N-acetil-D-galattosammina + 1-O-[O-(N-acetil-α-neuraminosil)-(2→3)-O-β-D-galattopiranosil-(1→4)-β-D-glucopiranosil]-ceramide ⇄ UDP + 1-O-[O-2-(acetilammino)-2-deossi-β-D-galattopiranosil-(1→4)-O-[N-acetil-α-neuraminosil-(2→3)]-O-β-D-galattopiranosil-(1→4)-β-D-glucopiranosil]-ceramide
Questo enzima catalizza la formazione dei gangliosidi (i.e. glicosfingolipidi contenenti acido sialico) GM2, GD2 e SM2 dal GM3, GD3 e SM3, rispettivamente. L'asialo-GM3 [3] e la lattosilceramide [2] sono anche substrati, mentre le glicoproteine e gli oligosaccaridi non sono substrati.